# Morcali
Morcali is een dorp in de Turkse provincie Karaman. Het dorp telt ongeveer 300 huizen.  De afstand tot de stad Karaman is 18 kilometer.Het dorp grenst aan het dorp Burhan.  
In het dorp is er een grote moskee in het centrum en twee kleine moskeeën in de wijken. Ook is er een school voor het onderbouw en bovenbouw.
In de wintermaanden zijn er ongeveer 900 inwoners in het dorp. Vanaf mei tot oktober stijgt dit aantal naar 2.000 inwoners. De meerderheid van de bewoners (woont en) werkt in het buitenland. De grootste Morcali gemeenschap leeft in Nederland, de rest in België, Duitsland, Frankrijk, Oostenrijk en Denemarken.
Het inkomen van de dorpsbewoners is voornamelijk afkomstig uit veeteelt, pluimteelt en landbouw.   
Morcali staat in de regio ook bekend om zijn "bijzondere" paarse uien. De uien zijn groot, paars van kleur (mor) en hebben een sterke pittige smaak.  
De huidige burgemeester is Hassan Killibacak. 